# Choros nr. 8
Choros nr. 8 is een compositie van de Braziliaanse componist Heitor Villa-Lobos. Het werk maakt deel uit van een serie van 15 à 16 werken met dezelfde naam, afhankelijk van de geraadpleegde bron.
Deze Choros is nog wel Braziliaans, daar valt geen ontkomen aan. Misschien lag het aan het feit dat de componist er in Parijs aan begon, dat deze choros aansluit bij de westerse klassieke muziek van de 20e eeuw en met name dan de Franse of Frans georiënteerde. Villa-Lobos citeerde niet, maar er zijn invloeden hoorbaar van Le Sacre du printemps van Igor Stravinsky (zeker het slot), muziek van Claude Debussy en Le bœuf sur le toit van Darius Milhaud. De muziek golft Braziliaans op en neer en is dan weer puur Amerikaans met koraalachtige koperfragmenten. Ook het stevig baswerk in de tuba klinkt als geschreven voor een Amerikaanse showband. De ritmes blijven Zuid-Amerikaans. Wat het werk ook modern maakt is de toepassing van twee piano’s. De één fungeert daarbij als een soort solo-instrument, de ander als een soort percussie-instrument. Villa-Lobos probeerde in dit werk een vroege versie van de prepared piano uit; toehoorders van de eerste en latere uitvoeringen keken vreemd op toen twee musici uit het orkest de snaren van de piano met grote vellen papier bedekten om het gewenste resultaat te krijgen. Wat opvalt aan het werk is het grote aantal dissonanten dat klinkt in muziek dat zo van het Braziliaanse carnaval lijkt te zijn geplukt.
De eerste uitvoering vond, nadat de componist het werk in Rio de Janeiro had voltooid, plaats in Maison Gaveau te Parijs, de componist dirigeerde Concerts Colonne op 24 oktober 1927 met als solisten aan de piano Aline von Barentzen en Tómas Téran. Het programma:
- Choros nr. 2
- Choros nr. 4
- Choros nr. 7
- Choros nr. 8
- Rudepoema door Arthur Rubinstein
- Serestas, vijf liederen uit een set van veertien.

De aanwezige Florent Schmitt vond in Paris Matinal, dat je van Choros nr. 8 moest houden of het moest haten; het klinkt hemels of duivels (afhankelijk van de toehoorder), zeker was dat er een storm door de zaal was geraasd.

## Orkestratie
- 1 piccolo, 2 dwarsfluiten, 2 hobo’s, 1 althobo, 4 klarinetten, basklarinet, 2 fagotten, 1 contrafagot, saxofoon
- 4 hoorns, 4 trompetten, 3 trombones, 1 tuba
- 8 man/vrouw voor percussie bestaande uit 1 stel pauken, tamtam xylofoon, triangel, bekkens en de inheemse reco-reco, bombo, tambor de campo, caixa, chocalhos de metal, caracaxa, cuíca (puita), matraca;
- 2 harpen, 1 celesta, 2 piano’s.
- violen, altviolen, celli, contrabassen.

Door de vele percussie-instrumenten kreeg het voor korte duur de bijnaam Le fou huitieme (de gekke achtste); zelf gaf Villa-Lobos de bijtitel Dança-Choros. Sommige musici in de percussiegroep kregen tijdens de repetitie te maken met instrumenten die ze nog nooit hadden gezien.

## Discografie
- Delos Records: Paraiba SO onder leiding van Eleazar de Carvalho (opname 1988)
- BIS Records: São Paulo Symfonieorkest o.l.v. John Neschling (opname 2005)
- Naxos; Hong Kong Philharmonisch Orkest o.l.v. Kenneth Schermerhorn.